# Leeftijdsverschil tussen partners
Leeftijdsverschil tussen partners is een sociaal fenomeen en beschrijft de soms relatief grote verschillen in leeftijd tussen twee partners in een relatie. Het is onderwerp van talrijke publicaties en wetenschappelijke studies.

## Beschrijving
De acceptatie van grotere leeftijdsverschillen in liefdesrelaties wordt beïnvloed door sociale en economische omstandigheden. Er zijn door de eeuwen heen verschillende opvattingen geweest en het verschilt in andere culturen met betrekking tot de partnerschappen die worden beoefend, het type en het verloop van de relatie. Zo kan er sprake zijn van een huwelijk, concubinaat en harem. Voorbeelden van relatietypen zijn monogamie of polygamie, en bij het verloop van een relatie kan het gaan om een echtscheiding, overspel of affaire.
Uit verschillende onderzoeken is gebleken dat mannen en vrouwen in verschillende leeftijdsgroepen het meest aantrekkelijk zijn. Zo worden vrouwen van begin tot midden twintig als bijzonder aantrekkelijk beschouwd, terwijl mannen hun hoogtepunt van aantrekkelijkheid bereiken tussen de leeftijd van midden dertig en begin veertig. Gemiddeld is er dus een verschil van 13 jaar tussen de seksen wat betreft de grootste aantrekkelijkheid.
Zo vertonen volgens een onderzoek in 2010 vrouwen minder interesse in significant jongere mannen en meer in mannen van dezelfde leeftijd of ouder. Dit onderzoek ondersteunt ook de verschillende soorten relaties, zoals enjo kosai, sugardaddy en trophy wife, die jongere vrouwen om verschillende redenen aangaan met oudere mannen. De evolutionaire psychologie of antropologie verklaart de fundamentele belangen van vrouwen bij oudere mannen en hun keuze, vooral voor langdurige relaties door de economische zekerheid die de oudere mannen in veel culturen hebben. Deze voorkeur van vrouwen komt voor in culturen waar oudere mannen sociale voordelen kunnen hebben. Dienovereenkomstig zijn oudere, sociaal gevestigde en financieel zekere mannen vaak samen met jonge vrouwen.
Mannen daarentegen vinden jongere vrouwen in de vruchtbare leeftijd aantrekkelijk.
Het leeftijdsverschil in relaties is al geruime tijd onderwerp van wetenschappelijke studies in verschillende disciplines, zoals de psychologie, evolutionaire psychologie, gedragsonderzoek, antropologie en wiskunde.

## Helft-van-leeftijd-plus-zeven-regel

Grafiek van de Helft-van-leeftijd-plus-zeven-regel

Als vuistregel voor een sociaal geaccepteerd leeftijdsverschil in relaties wordt soms de helft-van-leeftijd-plus-zeven-regel gebruikt, die mogelijk een Franse oorsprong heeft.
De regel had vroeger een andere interpretatie dan tegenwoordig, toen deze nog werd opgevat als formule voor het berekenen van de ideale leeftijd van een bruid, in plaats van een maatschappelijk geaccepteerde ondergrens van de vrouw bij het daten.
De helft-van-leeftijd-plus-zeven-regel komt voor in het boek The Little Shepherd of Kingdom Come uit 1903 en The Autobiography of Malcolm X uit 1965.

## Statistieken

Wereldkaart met het gemiddelde leeftijdsverschil in eerste huwelijken (2019).
minder dan 2 jaar
2 tot 3 jaar
3 tot 4 jaar
4 tot 5 jaar
5 jaar en meer

Statistisch gezien trouwen de meeste mannen met vrouwen die jonger zijn dan zijzelf. Volgens een studie van de Verenigde Naties uit 2019 lag het gemiddelde leeftijdsverschil in eerste huwelijken voor mensen onder de 50 jaar tussen de drie en vijf jaar. In het continent Afrika lag dit gemiddelde het hoogst: Guinee met 8,2 jaar. Op de Cookeilanden was het gemiddelde leeftijdsverschil met 0,1 jaar het kleinst.

### Nederland
Volgens het CBS werden er in Nederland in 2017 63.000 huwelijken gesloten waarbij in 7 van de 10 gevallen de man ouder was dan de vrouw.
Vanwege een beveiligingsprobleem met de MediaWiki Graph-software is het momenteel niet mogelijk deze grafiek weer te geven. Zodra de software is bijgewerkt zal de grafiek vanzelf weer zichtbaar worden.

## Bekende koppels

### Oudere man en jongere vrouw

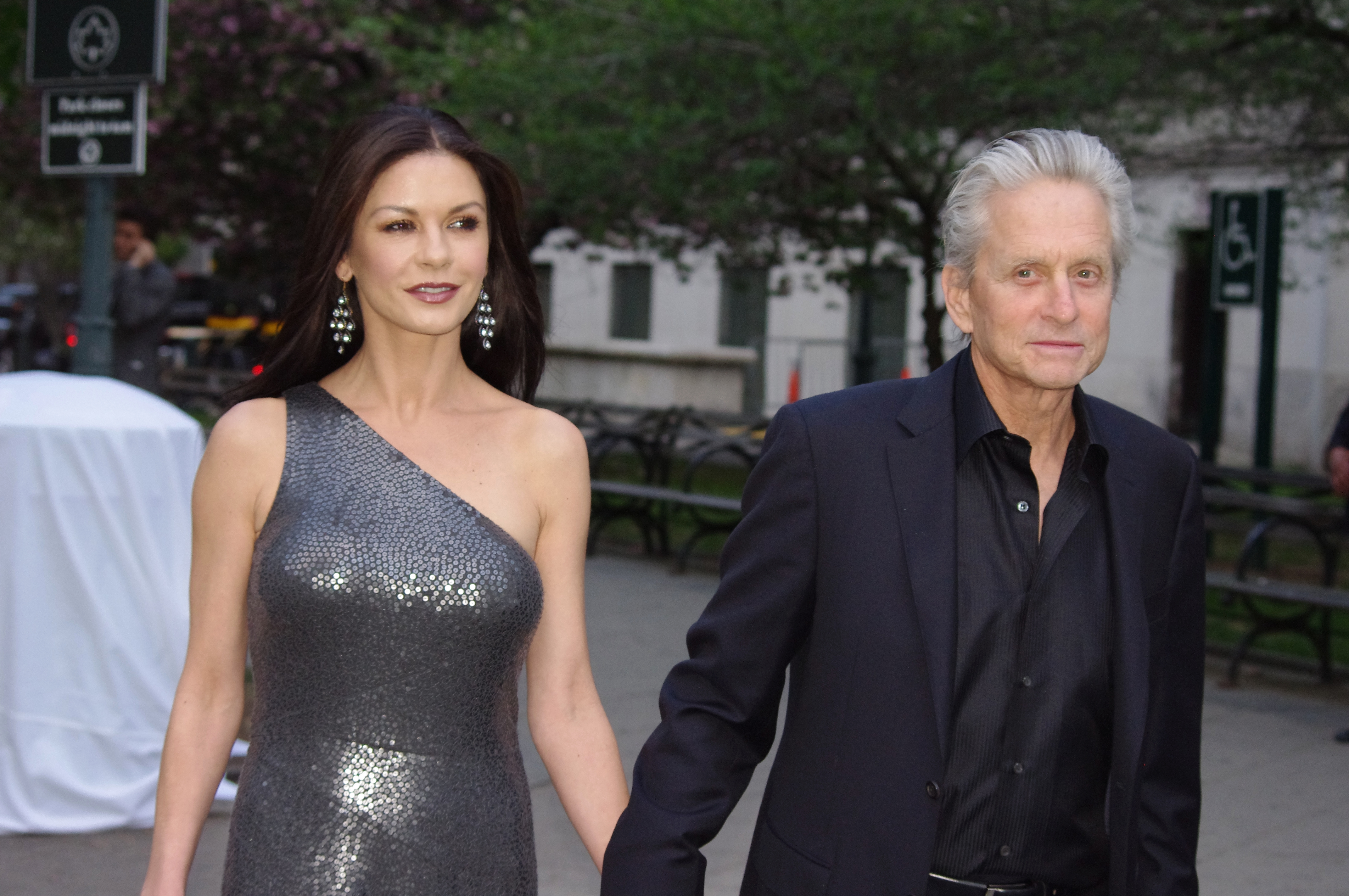
Catherine Zeta-Jones en Michael Douglas

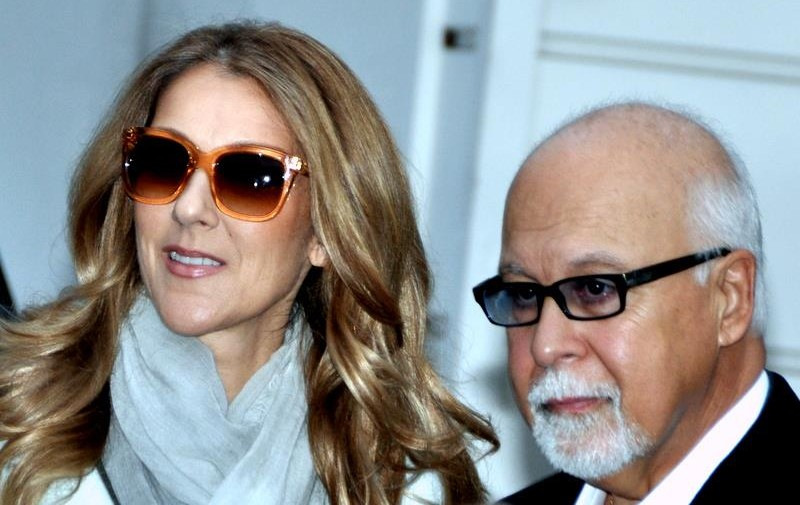
Céline Dion en René Angelil

Met een leeftijdsverschil van 63 jaar wordt het huwelijk tussen voormalig playmate Anna Nicole Smith en oliemiljardair James Howard Marshall gezien als een uitzonderlijk voorbeeld van zo'n relatie. Op het moment van hun huwelijk was Marshall 89 en Smith 26 jaar oud.
Enkele voorbeelden van bekende mensen met het leeftijdsverschil in hun relatie tussen haakjes:
- James Howard Marshall en Anna Nicole Smith (63)
- Hugh Hefner en Crystal Harris (60)
- Silvio Berlusconi en Francesca Pascale (48)
- Bernie Ecclestone en Fabiana Flosi (47)
- Johannes Heesters en Simone Rethel (45)
- Mick Jagger en Melanie Hamrick (44)
- Peter Jan Rens en Virginia van Eck (42)
- Robert Mugabe en Grace Mugabe (41)
- Willem III der Nederlanden en Emma zu Waldeck und Pyrmont (41)
- Pablo Picasso en Françoise Gilot (40)
- Clint Eastwood en Dina Eastwood (35)
- Noam Chomsky en Valeria Wasserman (35)
- Mel Gibson en Rosalind Ross (34)
- Joop Doderer en Esther de Jong (31)
- Eric Clapton en Melia McEnery (30)
- Frank Sinatra en Mia Farrow (29)
- Nelson Mandela en Graça Machel (27)
- Dj Tiësto en Annika Backes (27)
- Rob de Nijs en Henriëtte Koetschruiter (26)
- René Angélil en Céline Dion (26)
- David Hasselhoff en Hayley Roberts (26)
- Till Lindemann en Sophia Thomalla (26)
- François Mitterrand en Anne Pingeot (26)
- Michael Douglas en Catherine Zeta-Jones (25)
- Hans Kraay jr. en Sophie Nuijten (24)
- Boris Johnson en Carrie Symonds (24)
- Bob Saget en Kelly Rizzo (23)
- Donald Trump en Melania Trump (23)
- Bruce Willis en Emma Heming-Willis (23)
- Johnny Depp en Amber Heard (22)
- Harrison Ford en Calista Flockhart (22)
- Adolf Hitler en Eva Braun (22)
- Sylvester Stallone en Jennifer Flavin (22)
- Elvis Presley en Ginger Alden (21)
- Rembrandt van Rijn en Hendrickje Stoffels (20)

### Oudere vrouw en jongere man

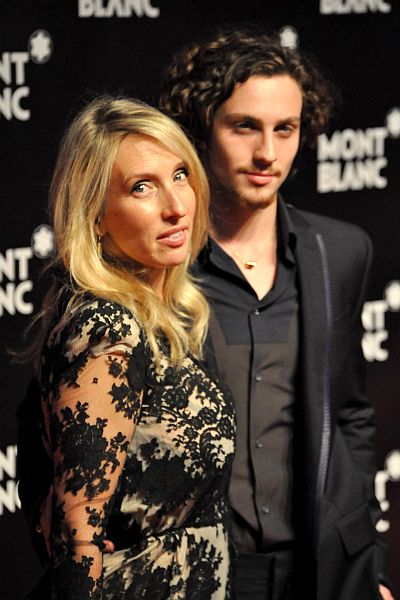
Sam Taylor-Wood en Aaron Johnson

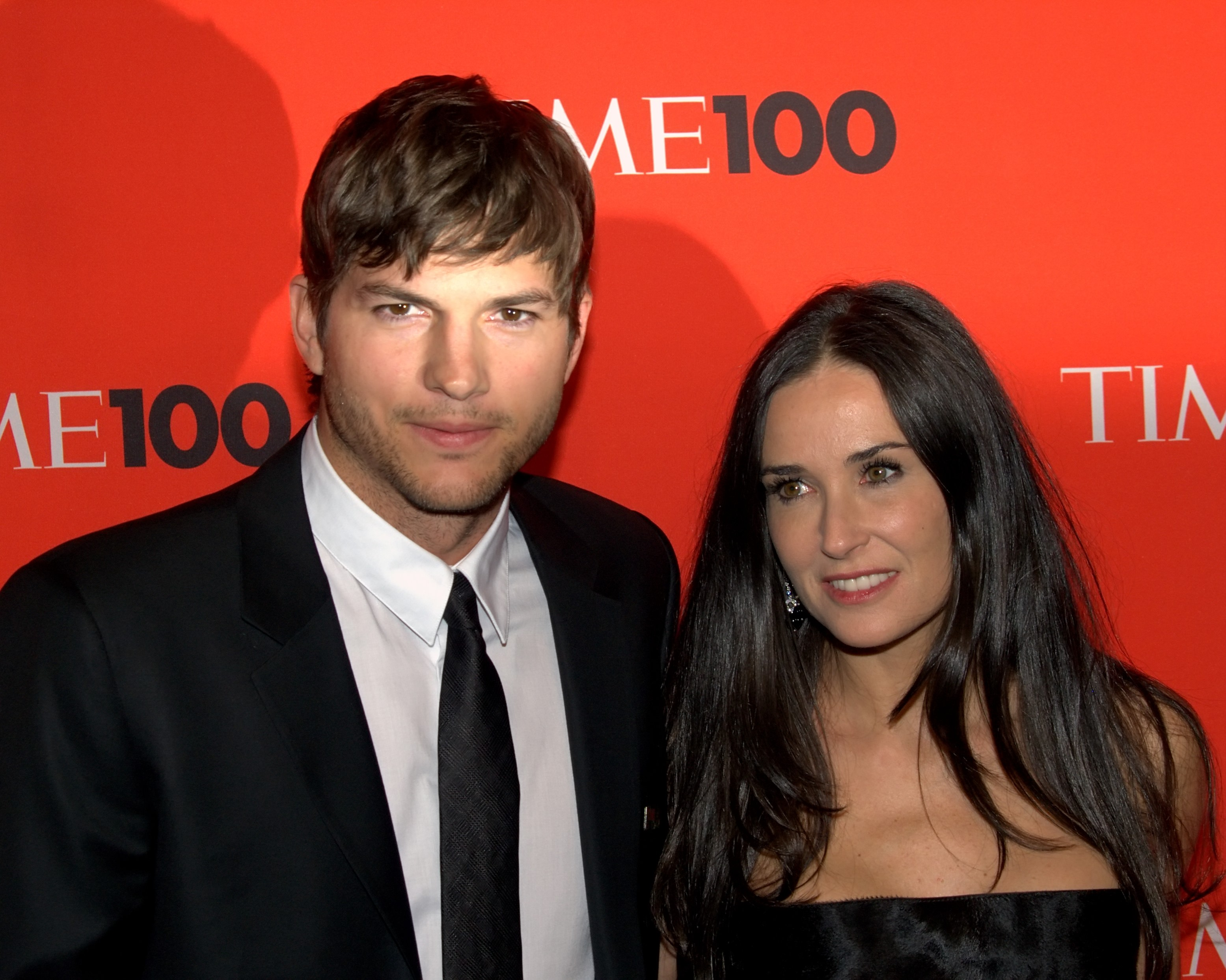
Ashton Kutcher en Demi Moore

Ook relaties tussen een oudere vrouw en een jongere man komen voor, maar in mindere mate dan omgekeerd het geval.
Enkele voorbeelden van bekende mensen met het leeftijdsverschil in hun relatie tussen haakjes:
- Patricia Paay en Robbert Hinfelaar (35)
- Joan Collins en Percy Gibson (32)
- Madonna en Jezus Luz (28)
- Cayetana Fitz-James Stuart en Alfonso Díez Carabantes (24)
- Brigitte Macron en Emmanuel Macron (24)
- Vivienne Westwood en Andreas Kronthaler (24)
- Sam Taylor-Johnson en Aaron Johnson (23)
- Ivana Trump en Rossano Rubicondi (23)
- Nina Hagen en Lucas Alexander Breinholm (22)
- Heleen van Royen en Bart Meeldijk (21)
- Bridget Maasland en André Hazes jr. (19)
- Pamela Anderson en Adil Rami (18)
- Jennifer Lopez en Caspar Smart (17)
- Tina Turner en Erwin Bach (16)
- Monique Westenberg en André Hazes jr. (16)
- Demi Moore en Ashton Kutcher (15)
- Katja Schuurman en Freek van Noortwijk (14)
- Bridget Maasland en Bram Plattel (14)
- Mariah Carey en Nick Cannon (12)
- Shakira en Gerard Piqué (10)

### Homoseksuele relaties

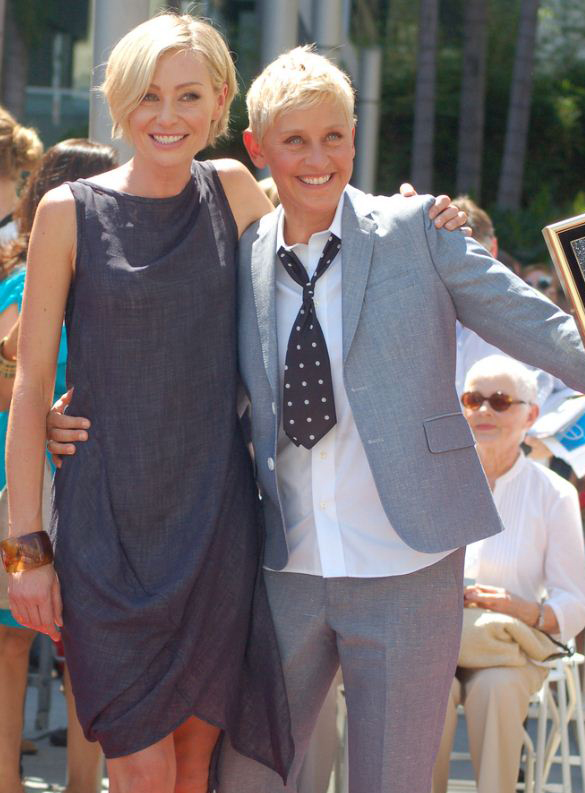
Portia de Rossi en Ellen DeGeneres

Ook in homoseksuele relaties kunnen er grote leeftijdsverschillen zijn. Enkele voorbeelden van bekende mensen met het leeftijdsverschil in hun relatie tussen haakjes:
- Liberace en Scott Thorson (39)
- Magnus Hirschfeld en Li Shiu Tong (38)
- Luchino Visconti en Helmut Berger (37)
- Roland Emmerich en Omar De Soto (33)
- Holland Taylor en Sarah Paulson (31)
- Stephen Fry en Elliot Spencer (30)
- Alice Schwarzer en Bettina Flitner (18)
- Oscar Wilde en Alfred Douglas (16)
- Ellen DeGeneres en Portia de Rossi (15)
- Elton John en David Furnish (15)
- Martina Navratilova en Julia Lemigova (15)

## Kunst en media
Relaties en affaires met grotere leeftijdsverschillen zijn uitgebeeld in schilderkunst, muziek, literatuur en film uit verschillende tijdperken.

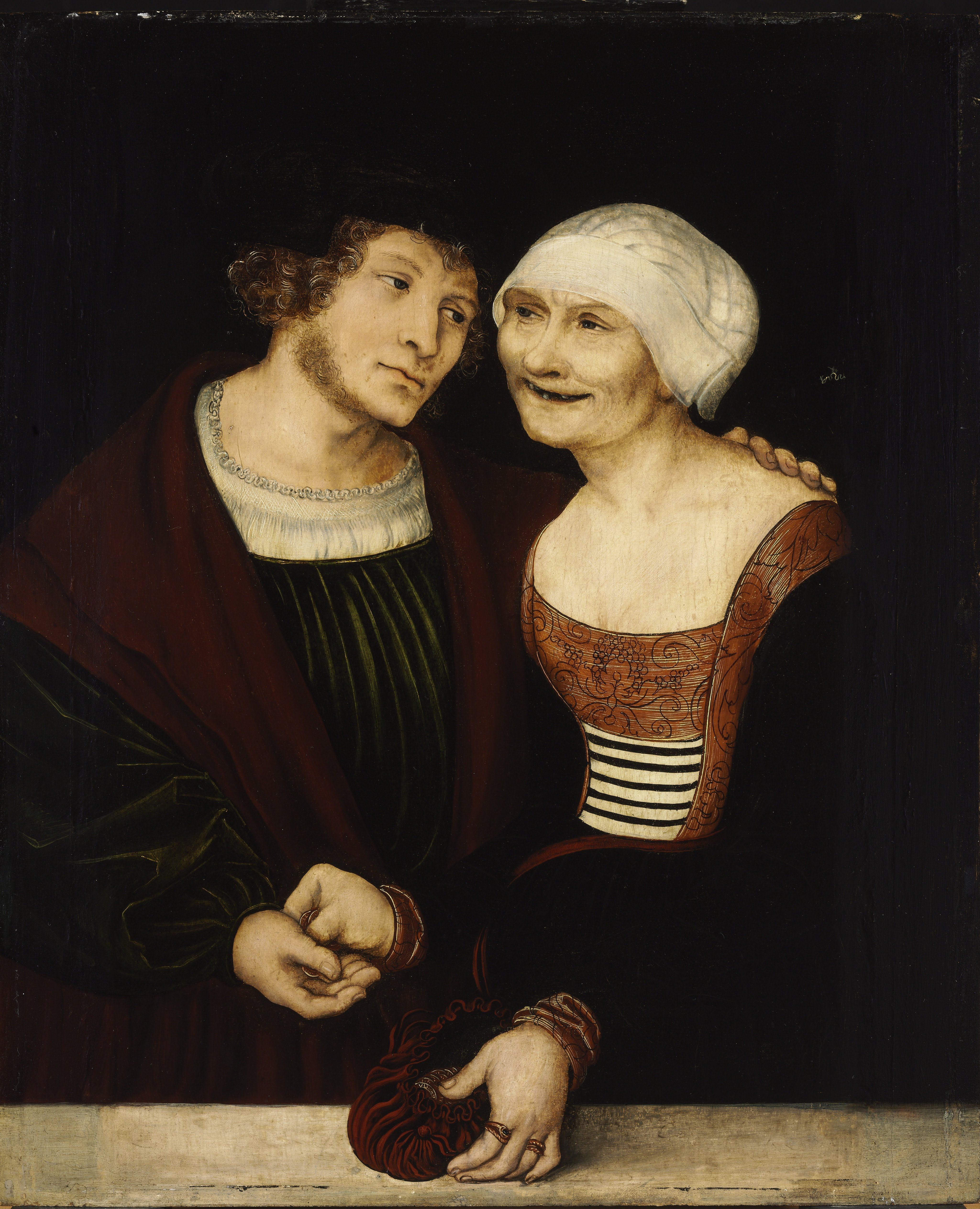
"Ill-Matched Couple: Young Man and Old Woman", Lucas Cranach de Oude, ca. 1521
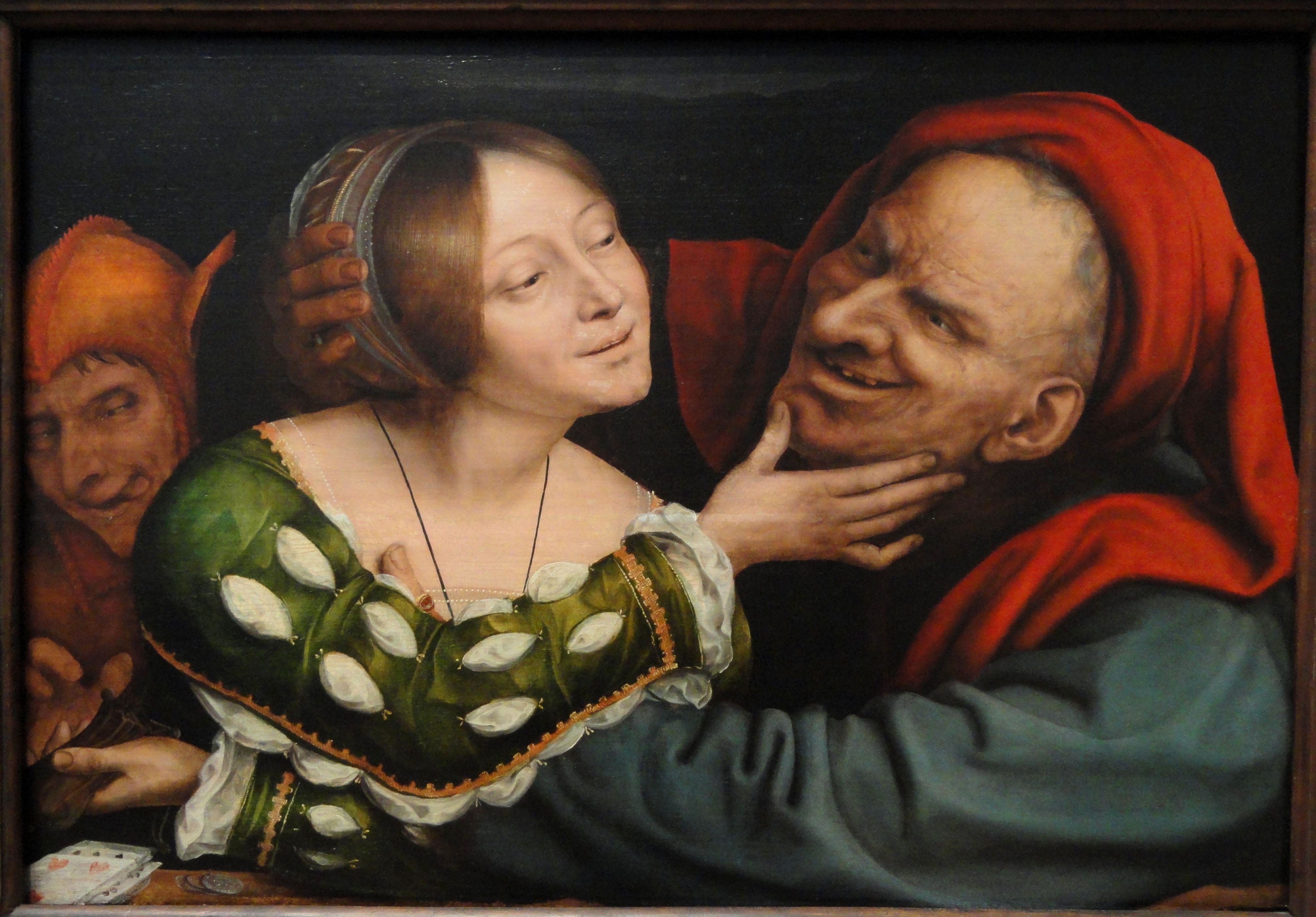
"Ongelijk paar", Quentin Massys, ca. 1525
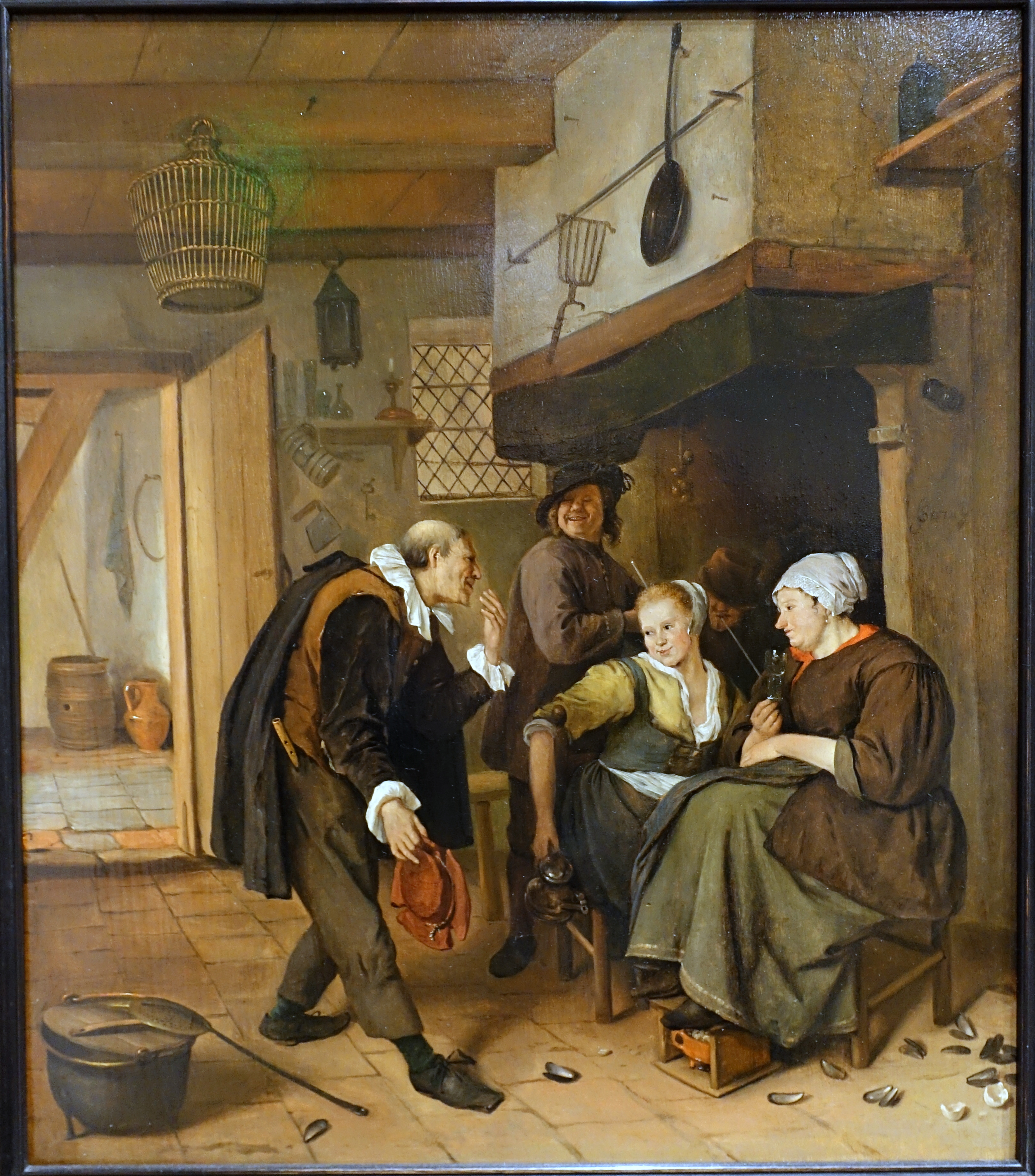
"De Oude Vrijer", Jan Steen, ca. 1665.

Muziek
- "Il venait d'avoir 18 ans" van Dalida (1974)
- "Boomin’ Granny" van Beastie Boys (1992)
- "Cola" van Lana Del Rey (2012)

Film
- The Big Lebowski (1998)
- Something's Gotta Give (2003)
- Prime (2005)
- The Rebound (2009)